# نوبة الماية
نوبة الماية هي واحدة من النوبات الأندلسية الأحد عشر التي لا زالت محفوظة وتؤدى من طرف الفرق الموسيقية الأندلسية في دول المغرب العربي، خاصة المغرب والجزائر وتونس وليبيا. نوبة الماية هي نوبة ملحنة في طبع الماية مع استعمال إيقاعات وحركات مختلفة تتعاقب حسب نظام معين. تقليديا تعزف نوبة الماية في العشية.

## تاريخ وطبوع نوية الماية
ذكر الحائك في كناشه أن: «طبع الماية من الأمهات الأربع وهو أحد أصول النغم. وينسب إلى الوتر المثلث المسمى بالماية. يقوي خلط الدم ويزيد قوته وتأثيراته وضاد خلط السوداء ويرققه ويلينه».
لا يوجد إتفاق حول مستخرج نوبة الماية، بين من يقول أن مستخرجه هو رجل يدعى أمية بن المنتقد من بني مالك، فسمي بإسمه، أو من يذكر أن من إستخرجته امرأة تسمى «ماية» وبالتالي سمي بإسمها.
لطبع الماية من الأزمنة العشية عند الغروب، ولذلك تدور أشعارها حول هذا المعنى، وهو ما أنتج القول المتداول بأن نوبة الماية تجلب النوم لمستمعيها.
تشتمل ألحان نوبة الماية على طابعين أساسيين في المغرب وهما «الماية» و«السيكة». يقابل الماية بالجزائر طبع الجهوكة، أما في تونس وليبيا فتوجد باسم الماية، متفقة مع المغرب.

## ميازين نوبة الماية
تشتمل نوبة الماية على خمسة ميازين، وهي:
- ميزان بسيط الماية
- ميزان قائم ونصف الماية
- ميزان ابطايحي الماية
- ميزان درج الماية
- ميزان قدام الماية

## كتب حولها
تطرقت عدة كتب إلى النوبات الأندلسية عامة ولنوبة الماية خاصة. من الكتب التي اهتمت بنوبة الماية نجد:
- كناش الحائك - محمد بن الحسين الحائك
- من وحي الرباب - عبد الكريم الرايس
- نوبة الماية - يونس الشامي[5]

## وصلات خارجية
- الأشعار الكاملة لنوبة الماية